# Mocny człowiek
Mocny człowiek – polski film psychologiczny z 1929 w reżyserii Henryka Szaro i wyprodukowany przez Marka Majera Libkowa. Jest on drugą adaptacją powieści Stanisława Przybyszewskiego wydanej pod tym samym tytułem w 1912. Jeden z ostatnich polskich filmów epoki kina niemego stanowi studium artysty (Grigorij Chmara), który przegrywa w walce z własnym sumieniem.
Mocny człowiek powstał z inspiracji osiągnięciami niemieckiego ekspresjonizmu filmowego. Dzięki pracy operatorskiej Giovanniego Vitrottiego oraz wykorzystaniu szeregu filmowych środków wyrazu (podwójnej/potrójnej ekspozycji, ujęć z punktu widzenia, ekspresywnych zestawień montażowych) film Szaro cieszył się opinią zrealizowanego wyjątkowo sprawnie warsztatowo, zwłaszcza w kontekście polskiej kinematografii dwudziestolecia międzywojennego. Po II wojnie światowej, gdy wszystkie kopie Mocnego człowieka w Polsce zostały zniszczone, film długo uznawano za zaginiony. Dopiero w 1997 został odnaleziony w Belgii, a następnie sprowadzony do Polski. W 2006 ukazała się jego cyfrowo zrekonstruowana wersja.

## Opis fabuły
Akcja filmu rozgrywa się w Warszawie dwudziestolecia międzywojennego. Dziennikarz Henryk Bielecki próbuje napisać dzieło literackie, które przyniosłoby mu sławę i majątek. Ponieważ jego bliski śmierci przyjaciel Jerzy Górski ukończył właśnie swoją powieść, Bielecki zamierza przywłaszczyć sobie rękopis utworu Górskiego. W tym celu przyspiesza jego śmierć, podając mu morfinę. Przypadkowym świadkiem śmierci Górskiego staje się Łucja, kochanka Bieleckiego. Ten tłumaczy swój występek miłością do niej, zabierając przy tym rękopis zmarłego. Książka odnosi sukces oraz przynosi Bieleckiemu sławę i pieniądze, których tak potrzebował. Pisarz romansuje z Niną, żoną swojego przyjaciela Ligęzy, zaniedbując przy tym Łucję. Konflikt z Łucją pisarz próbuje rozwiązać, mordując swoją byłą kochankę. Podczas premiery spektaklu opartego na przywłaszczonej powieści Bielecki zostaje jednak zdemaskowany. W akcie desperacji chwyta za pistolet i na oczach zebranych odbiera sobie życie.

## Obsada
Źródło: filmpolski.pl

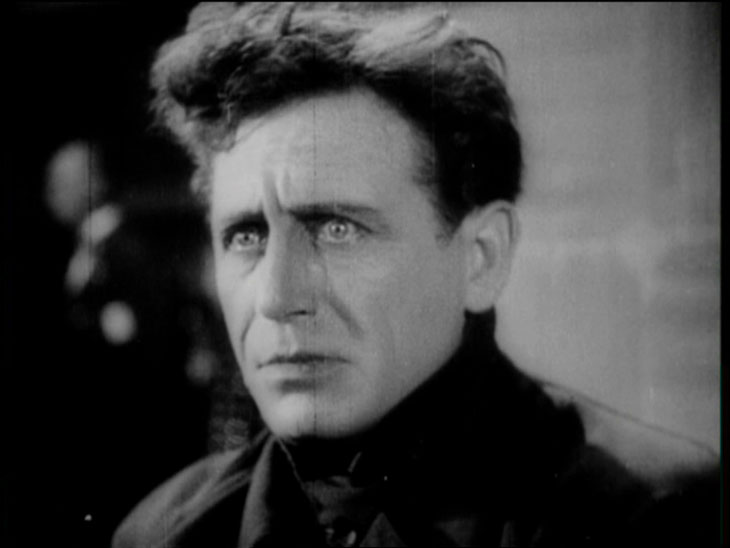
Grigorij Chmara, odtwórca roli Bieleckiego

- Grigorij (Grzegorz) Chmara(inne języki) – Henryk Bielecki
- Agnes Kuck – Łucja, kochanka Henryka
- Julian Krzewiński – Ligęza, obywatel ziemski
- Maria Majdrowicz – Nina, żona Ligęzy
- Artur Socha – literat Jerzy Górski
- Stanisława Wysocka – babka Bieleckiego
- Bolesław Mierzejewski – dyrektor teatru Ateneum
- Janina Romanówna – aktorka Nastka Żegota, kochanka Ligęzy
- Aleksander Zelwerowicz – wydawca
- Jan Kurnakowicz – sekretarz wydawcy
- Ludwik Fritsche – lichwiarz
- Jerzy Dworski – Karewicz, scenograf w teatrze Ateneum
- Lech Owron – aktor
- Władysław Walter – woźny teatralny
- Tadeusz Fijewski – boy w hotelu „Europejskim”

## Produkcja

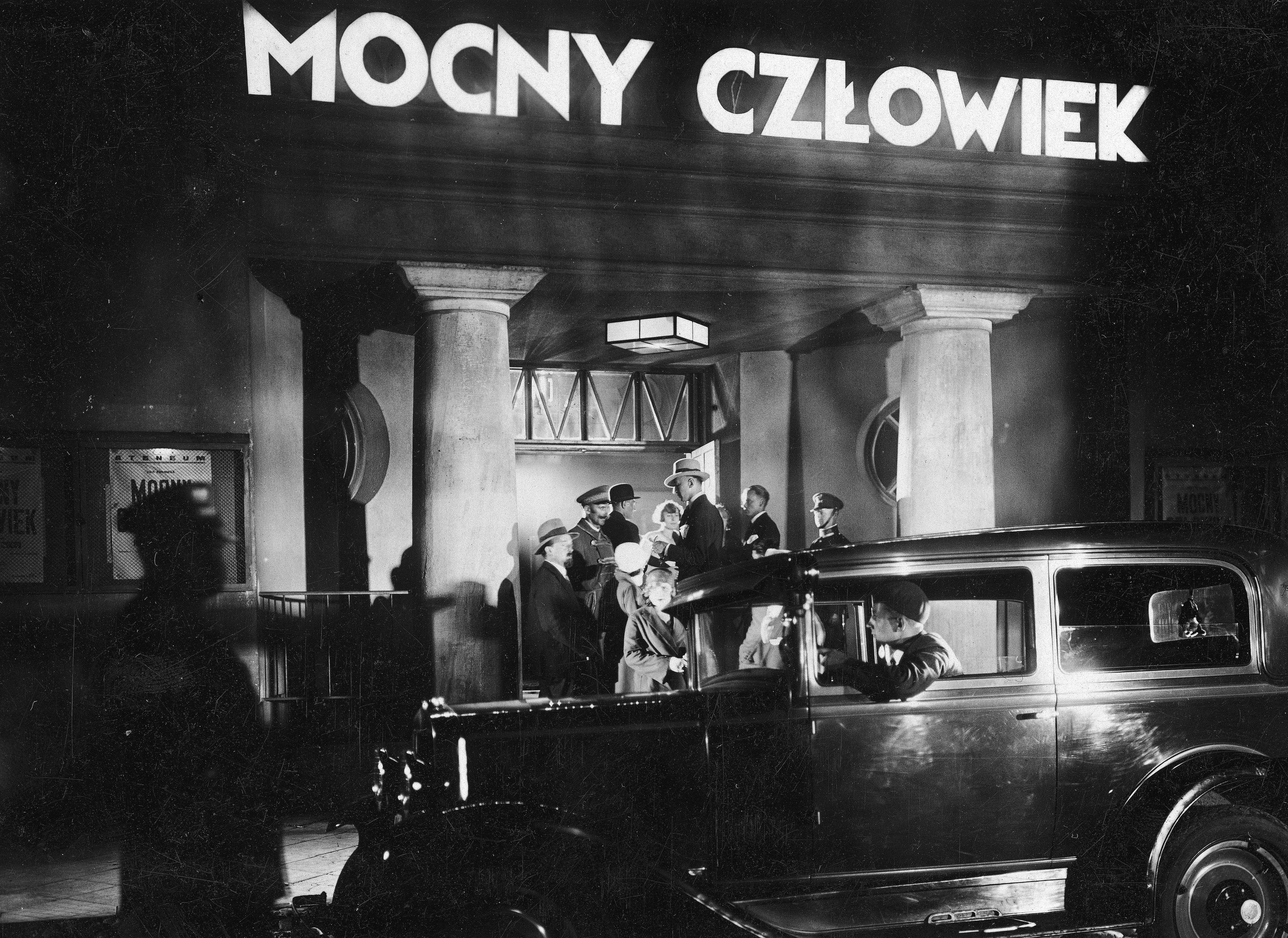
Scena z filmu Mocny człowiek przed Teatrem Ateneum

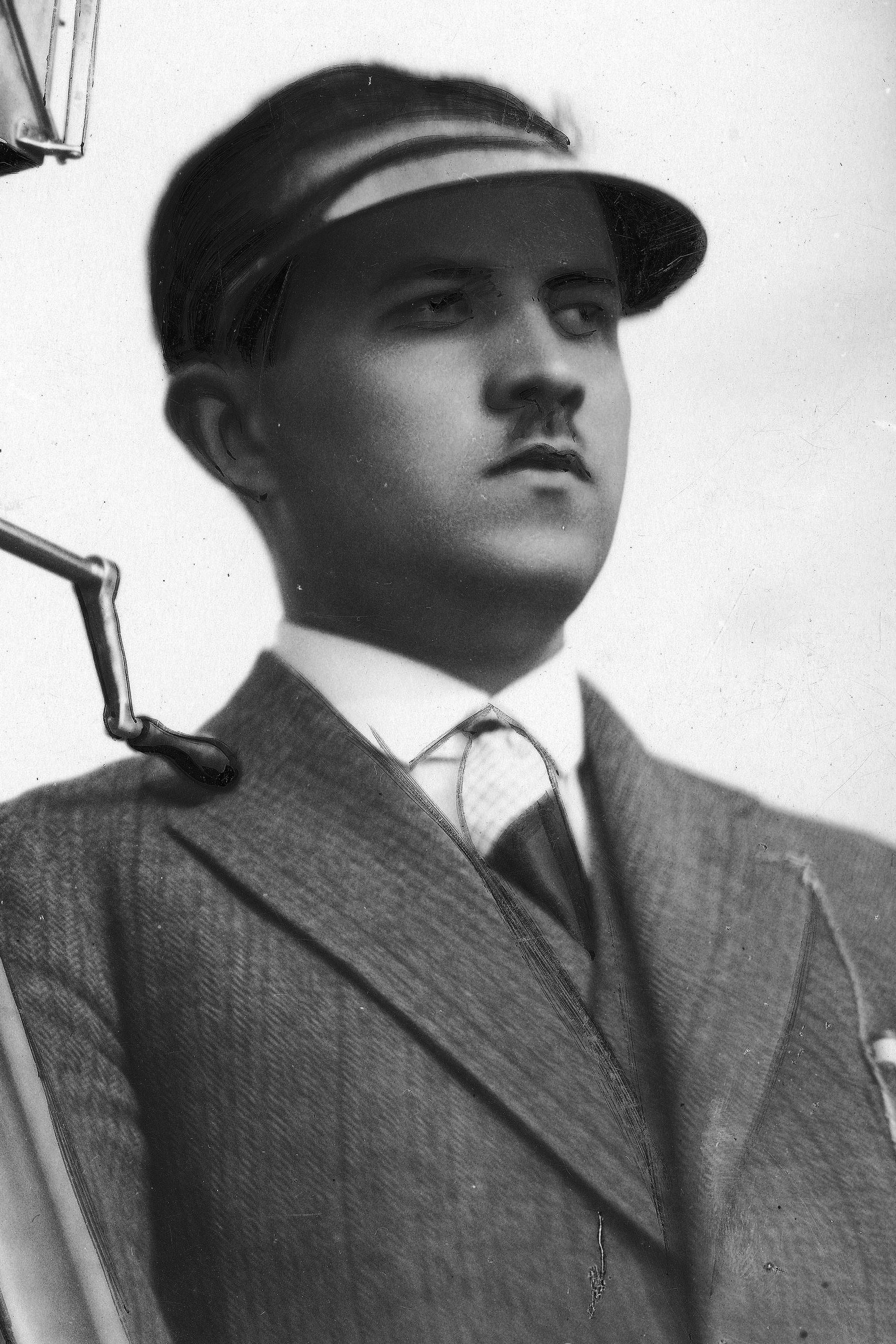
Henryk Szaro, reżyser filmu

Scenariusz Mocnego człowieka był wzorowany na trzytomowej powieści Stanisława Przybyszewskiego (1911–1913), której kolejne tomy nosiły nazwy: Mocny człowiek, Wyzwolenie, Święty gaj. Międzynarodowa sława utworów literackich Przybyszewskiego była krótkotrwała i zaczęła słabnąć już podczas I wojny światowej. Toteż wybór Mocnego człowieka jako przedmiotu adaptacji filmowej był nieoczywisty. Po raz pierwszy – w 1917 – Mocnego człowieka przeniósł na ekrany kin Wsiewołod Meyerhold, który był zainteresowany ekspresjonistycznymi manifestami Przybyszewskiego, a 12 lat później podobnego zabiegu miał dokonać uczeń Meyerholda, Henryk Szaro.
Pomysł na adaptację Mocnego człowieka wyszedł od producenta Marka Majera Libkowa. Reżyser filmu Henryk Szaro napisał doń scenariusz wraz z Jerzym Braunem, pisarzem, redaktorem i wydawcą krakowskiej „Gazety Literackiej”. Za opracowanie literackie scenariusza odpowiadał Andrzej Strug, który w wywiadach dla prasy przyznawał się do aktualizacji przesłania utworu: „chodziło o rzucenie bohatera na tło współczesności, zmodernizowanie jego psychiki, pozbawienie go demonizmu”. W efekcie film Szaro zawierał nie tylko wątki psychologiczne, ale również społeczne; Mocny człowiek stawał się także ilustracją warszawskiej socjety. W roli Bieleckiego obsadzony został rosyjski aktor Grigorij Chmara, uchodźca należący do białej emigracji.

### Styl filmowy
Za zdjęcia do Mocnego człowieka odpowiadał włoski operator Giovanni Vitrotti. Twórcy filmu, nakręciwszy wielkomiejskie sceny w Warszawie, zmontowali film z użyciem podwójnej lub miejscami potrójnej ekspozycji. Artur Piskorz w retrospektywnym artykule opisywał stronę wizualną filmu (wypadkową wspomnianego montażu) jako przejaw fascynacji twórców życiem wielkomiejskim: „Równomierne migotanie neonów, jednostajnie tykające zegary, stukot dorożek po ulicznym bruku, praca maszyny drukarskiej... Miasto, maszyna, mechanizacja”. Szaro zestawił ze sobą sceny rozgrywające się w półmroku lub ostrym świetle dnia oraz odbywające się w mrocznych wnętrzach; demoniczny wizerunek miasta – z idyllicznym widokiem wsi, do której Bielecki udaje się z Niną. Robert Birkholc zauważał, że „stan świadomości głównego bohatera zostaje oddany za pomocą całego wachlarza środków: ujęć z punktu widzenia, ekspresywnych zestawień montażowych, zdjęć nakładanych, kątów widzenia oraz ruchów kamery”. Szaro miał się wzorować pod względem warsztatowym na autorze rosyjskiej adaptacji Mocnego człowieka, Wsiewołodzie Meyerholdzie. Jednocześnie reżyser zdecydował się zrezygnować w najbardziej dramatycznych momentach filmu z konwencjonalnych napisów międzyujęciowych, umieszczając napisy bezpośrednio wewnątrz filmowego kadru oraz nadając im ruch. Taki zabieg stylistyczny, zdaniem Jerzego Stachowicza, przyczynił się do „dużo większej siły wyrazu” niż w przypadku, gdyby reżyser polegał wyłącznie na planszach międzyujęciowych.

## Odbiór
Premiera Mocnego człowieka odbyła się 2 października 1929. Pomimo niewielkiego zainteresowania widowni, film okazał się wielkim sukcesem artystycznym, nieporównywalnym z dotychczasową kinematografią polską. Krytycy filmowi epoki międzywojennej dostrzegali w filmie Szaro odniesienia do estetyki niemieckiego ekspresjonizmu. Janusz Maria Brzeski w recenzji dla „Ilustrowanego Kuriera Codziennego” podziwiał wizerunek stolicy ówczesnej Polski: „Warszawa tętniąca życiem ze swymi drapaczami chmur, pełna świateł i cieni wielkiego miasta. Warszawa ze swą nieusypiającą nigdy ulicą, pełna samochodów i omnibusów – wytwornych par – umalowanych dziewcząt – kawiarnianego łobuzerstwa i tymi wszystkimi kontrastami, którymi tak świetnie potrafią operować zagraniczni reżyserzy”. Według warszawskiego „Wieczoru” filmowy Mocny człowiek dowodził międzynarodowych aspiracji kinematografii polskiej: „Udowadnia niezbicie, że znajdujemy się na dobrej drodze i że wkrótce filmy polskie mogą już iść zagranicę”. Podobnie przychylna była recenzja Karola Forda na łamach „Głosu Prawdy”: „Sceny zbiorowe mogą służyć za wzór niejednemu realizatorowi zagranicznemu, a stroną techniczną można by zaimponować nawet wytwórniom spoza oceanu”. Stefania Heymanowa w „Bluszczu” pisała, że utwór Szaro „może być pokazywany w całej Europie”, aczkolwiek „na amerykańskie ekrany jest zbyt ponury”.
W retrospektywnym artykule Natasza Korczarowska-Różycka podkreślała, że „modernistyczne anachronizmy fabuły (tzw. przybyszewszczyzna) przyćmiło mistrzostwo sztuki operatorskiej”, ale w istocie film Szaro na tle międzywojennej kinematografii polskiej pozostawał w swym sukcesie „odosobniony”. Joanna Preizner podkreślała, że głównym przesłaniem Mocnego człowieka była „krytyka pogoni za sukcesem za wszelką cenę, krytyka świata, który za wartościowych uznaje tylko ludzi bogatych i sławnych”. Preizner dodatkowo zauważała, że film Szaro, oprócz nawiązań do niemieckiego ekspresjonizmu ,„przede wszystkim był przejmującą i wiarygodną opowieścią o ludzkim upadku”. W plebiscycie zorganizowanym przez Muzeum Kinematografii w Łodzi w 2015 na 120-lecie kina, w którym popularyzatorzy kultury filmowej oraz twórcy filmowi typowali 12 najlepszych polskich filmów, Mocny człowiek okazał się jedynym polskim utworem z okresu międzywojennego, który zdobył więcej niż jeden głos. Paula Apanowicz z portalu OldCamera.pl uznała Mocnego człowieka za najwybitniejszy polski film niemy.

## Rozpowszechnianie
Po II wojnie światowej w Polsce nie zachowała się żadna kopia filmu, więc był on uznawany za zaginiony. W 1997 odnaleziono go jednak w Belgii, w Królewskim Archiwum Filmowym. Okazało się, że tuż po realizacji (w 1929) film został sprzedany do kilku krajów Europy Zachodniej. Po sprowadzeniu do Polski został zrekonstruowany cyfrowo. W 2006 roku wydano go na nośniku DVD, wraz z muzyką Maleńczuk Tuta Rutkowski Super Trio.